# Klone
Klone est un groupe de metal progressif français, originaire de Poitiers, dans le département de la Vienne. Le groupe est initialement formé en 1995 sous le nom de Sowat. En 1999, Sowat se renomme Klone. 
Après la sortie de deux démos en 2002 et 2003, Klone sort, en janvier 2004, Duplicate, un premier album auto-produit. Klone sort, en 2008, l'album All Seeing Eye, qui suit en 2010, de Black Days. Klone sort en 2012 l'album The Dreamer's Hideaway. En 2017, Klone sort l'album live acoustique intitulé Unplugged. Le dernier album Le Grand Voyage sort en 2019 et marque un tournant pour Klone en devenant le seul groupe français à signer sur le label anglais Kscope aux côtés de piliers de la scène progressive tels que Katatonia, Porcupine Tree, Anathema, Steven Wilson. 

## Biographie

### Débuts (1995–2007)
L'histoire du groupe commence à Poitiers, dans le département de la Vienne, en 1995, avec la formation du groupe Sowat par le guitariste et chanteur David Ledoux, le guitariste Guillaume Bernard, le bassiste Julien Comte et le batteur Laurent Thomas. Klone est à l'origine de la formation de Klonosphere, un collectif regroupant des groupes comme Hacride, Trepalium, Anthurus d'Archer, Mistaken Element ou Grotesque Through Incoherence. En 1997, Sowat sort un album auto-produit intitulé Korzeam. En 1999, Sowat se renomme Klone, et Mika Moreau (guitare) et Matthieu Metzger (saxophone/samples) rejoignent le groupe, David Ledoux se consacrant alors uniquement au chant. 
Après la sortie de deux démos en 2002 et 2003, Klone sort, en janvier 2004, Duplicate, un premier album auto-produit sur lequel la formation pratique un groove metal où transparaissent les influences telles Devin Townsend, Meshuggah ou Coroner,. Cette même année, David Ledoux est remplacé par le chanteur Yann Ligner (également chanteur de Mistaken Element). L'EP High Blood Pressure sort en novembre 2004. En 2007, ils se produisent au Hellfest et signent avec le label Season of Mist.

### Période metal (2008–2014)
Klone sort, en 2008, All Seeing Eye, un album qui fait l'objet d'une sortie sur le marché américain.
En 2010, le groupe sort l'album Black Days sur lequel figure une reprise de la chanson Army of Me de Björk,. En octobre 2010, ils jouent au festival néerlandais ProgPower Europe, et en décembre ils assurent la première partie de Helmet sur plusieurs dates en France. Au printemps 2011 le groupe assure la première partie de King's X sur leur tournée européenne. Klone sort la même année un single intitulé Eye of the Needle, une chanson composée de deux parties, une de 10 minutes et l'autre de sept minutes. Durant l'été, ils se produisent dans le cadre du Hellfest et du Motocultor Festival.
Klone sort en 2012 l'album The Dreamer's Hideway, sur lequel Doug Pinnick de King's X apparaît sur un titre. Ils en font la promotion en octobre 2012 avec le Klonosphere Tour, une tournée française où ils partagent l'affiche avec Trepalium et Hacride. Klone et Trepalium enchaînent cette tournée avec une tournée européenne en ouverture de Gojira. Entre septembre et novembre 2013, le groupe tourne de nouveau en Europe, cette fois en ouverture d'Orphaned Land.

### Here Comes the Sun(depuis 2015)
En date de 2015, le batteur Florent Marcadet joue aussi avec Hacride et Carpenter Brut. Aldrick Guadagnino a aussi joué dans Trepalium ainsi qu'aux côtés de son père dans Blasphème. En 2015, le groupe sort l'album Here Comes the Sun qui marque une orientation vers le rock progressif plutôt que le metal. Klone en fait la promotion lors d'une tournée en ouverture du Devin Townsend Project et se produit à l'édition 2015 du Motocultor Festival. 
Après une tournée Européenne d'une cinquantaine de dates, Klone effectue une tournée Australienne de sept dates, une première pour le groupe qui est surpris de constater qu'ils ont un vrai public venu les soutenir sur place.
Le groupe se produit aussi en avril 2016 au Roadburn Festival, puis en mai joue en acoustique en ouverture de Anneke van Giersbergen lors de trois concerts à Paris et Lille.

### Unplugged(depuis 2017)
En 2017, Klone, le noyau dur du groupe, composé de Yann Ligner, Guillaume Bernard et Aldrick Guadagnino, sort l'album acoustique intitulé Unplugged, enregistré dans des conditions live avec Armelle Dousset à l'accordéon et aux percussions.

### Le Grand Voyage(depuis 2019)
Le septième album du groupe, intitulé Le Grand Voyage, sort le 20 septembre 2019.

### Alive(depuis 2021)
Le huitième album du groupe, intitulé Alive, sort le 11 juin 2021.

### Meanwhile(2023)
Le neuvième album du groupe, intitulé Meanwhile, sort le 10 février 2023.

### The Unseen(2024)
Le dixième album du groupe, intitulé The Unseen, sort le 8 novembre 2024.

## Membres

### Membres actuels
- Guillaume Bernard - guitare (depuis 1995)
- Matthieu Metzger - samples, contrôleur MIDI, claviers, saxophone (depuis 1999)
- Yann Ligner - chant (depuis 2004)
- Jean-Étienne Maillard - basse (depuis 2006)
- Aldrick Guadagnino - guitare (depuis 2012)

### Membres live
- Julian Gretz - basse (2013-2015)
- Morgan Berthet - batterie (2013-2015) (depuis 2021)
- Jelly Cardarelli - batterie (2016)
- Jonathan Joly[13] - basse (2019)
- Armelle Dousset - accordéon (2016-2018)
- Romain Bercé - batterie (2017-2018)
- Enzo Alfano - basse (depuis 2020)

### Anciens membres
- Julien Comte - basse (1995-2003)
- Laurent Thomas - batterie (1995-2006)
- David Ledoux - guitare (1995-1999), chant (1999-2004)
- Mika Moreau - guitare (1999-2012)
- Hugues Andriot - basse (2003-2006)
- Florent Marcadet - batterie (2007-2015)
- Martin Weill - batterie (2019-2021)

## Clips
- 2010 : Give Up the Rest
- 2013 : Rocket Smoke
- 2017 : Immersion (Unplugged)
- 2017 : Nebulous (Unplugged)
- 2019 : Yonder
- 2019 : Breach
- 2020 : Silver Gate
- 2022 : Bystander
- 2023 : Night and Day